# Classe König
La classe König est une classe de quatre cuirassés de type super-dreadnought construite au début du XXe siècle pour la Kaiserliche Marine. 
Les navires de cette classe ont servi pendant la Première Guerre mondiale.

## Contexte historique
Au début du XXe siècle se déroule la course aux armements navals entre le Royaume-Uni et l'Empire allemand. Après la révolution technologique navale liée au lancement du HMS Dreadnought britannique en 1906. Les différentes marines du monde commencent à produire leurs propres cuirassés dreadnought plus gros et plus chers que les navires précédents. Le parlement allemand libère, par un amendement à la loi navale de 1908, les crédits permettant la production de la classe König qui fait suite à la production des classes de cuirassés Nassau et Helgoland,.
Aux termes du premier amendement de la loi navale de 1906, l'amiral Alfred von Tirpitz a demandé, sans l'obtenir, un financement pour de nouveaux cuirassés. Ce financement est approuvé par le Reichstag en vertu de l'amendement de 1908. En plus d'affecter des fonds pour poursuivre le rythme de construction des cuirassés prescrit par la loi navale, le nouvel amendement augmente également le budget naval d'un milliard de marks supplémentaires. Tirpitz prévoit initialement la construction de quatre nouveaux capital ship par an, y compris des croiseurs de bataille, mais l'augmentation du coût des nouveaux navires oblige à réduire le nombre de navires prévus par an à deux à partir de l'exercice 1912 et jusqu'en 1917.
Un autre effet de l'amendement de 1908 est de réduire la durée de vie de tous les grands navires de guerre de vingt-cinq ans à vingt ans afin de forcer le Reichstag à allouer plus de fonds pour des navires supplémentaires, car les navires devant alors être remplacés plus tôt que prévu. Pour forcer le Reichstag à adopter le projet de loi, Tirpitz menace de démissionner de son poste de secrétaire d'État à la Marine. À la suite de cet ultimatum, le projet de loi est adopté en mars 1908 à une large majorité. La réduction de la durée de vie des bâtiments nécessite le remplacement des navires de défense côtière des classes Siegfried et Odin ainsi que des cuirassés de classe Brandebourg. La classe Kaiser qui suit la classe Helgoland remplace les navires de défense côtière restants, laissant la classe Brandebourg comme les prochains navires à remplacer. Les quatre navires de la classe König sont commandés sous les noms provisoires "S" et remplacent trois des quatre navires de la classe brandebourg : Ersatz SMS Kurfürst Friedrich Wilhelm, Ersatz SMS Weissenburg et Ersatz SMS Brandenburg.

## Conception
Le travail conceptuel pour la prochaine classe de cuirassés a commencé alors que la conception de la classe Kaiser est en cours de finalisation. Lors d'une réunion le 15 janvier 1910, Tirpitz exige que la nouvelle classe respecte le coût budgétisé par navire afin d'éviter les dérives financières constatées sur les classes précédentes. Le Konstruktionsdepartement (département de la construction, appelé "K") est occupé par les travaux sur le nouveau croiseur de bataille SMS Seydlitz, retardant le lancement de la planification formelle de la classe König. Néanmoins, les départements de la marine Allgemeinen (département de la marine générale, dénommé "A") commencent à faire des préparatifs au début de 1910. Le vice-amiral Adolf Paschen, le chef de "A", souhaite réorganiser les canons de la batterie principale sur une seule ligne afin de maximiser la bordée, tandis que Tirpitz réitère sa préférence pour les moteurs diesel, bien que les essais avec le prototype de moteur pour l'arbre central du navire de classe Kaiser SMS Prinzregent Luitpold ne soient pas encore terminés.
Au cours d'une série de trois réunions en mai 1910, plusieurs points sont discutés, notamment l'adoption de tourelles à trois canons pour la batterie principale, comme la marine austro-hongroise. Est également examinée la possibilité d'augmenter le calibre des canons à 32 cm (12,6 pouces) en réponse à l'adoption, par les Britanniques, d'armes de 34,3 cm (13,5 pouces) et à l'augmentation du calibre des canons à 35,6 cm (14 pouces) pour les États-Unis depuis 1909. Tirpitz souhaite qu'au moins un des nouveaux navires utilise un moteur diesel. Hans Bürkner, le chef civil «K», préfère un développement simple du à partir du SMS Prinzregent Luitpold qui génère une augmentation de coûts minimales conformément aux souhaits de Tirpitz. Lors de la troisième réunion, l'augmentation du calibre est abandonnée car trop coûteuse ; de plus le commandement naval considère que le canon existant de 30,5 cm (12 po) est suffisamment puissant aux portées de combat attendues. Cependant, l'augmentation du calibre sera inévitable si l'Allemagne veut suivre les développements à l'étranger. En raison de l'urgence de la construction pour suivre la production  britannique et pour contenir les coûts dans les limites budgétaires fixées par Tirpitz, le commandement naval décide de prendre pour base la classe Kaiser et notamment le SMS Prinzregent Luitpold avec plusieurs améliorations.
L'équipe de conception utilise la forme de coque de la classe Kaiser mais introduit plusieurs améliorations. La plus importante étant le réarrangement de la batterie principale. Les deux tourelles d'aile sont toutes deux déplacées vers la ligne médiane, l'une superposée au-dessus de la tourelle avant et l'autre déplacée au milieu du navire entre les cheminées. La disposition du blindage est également légèrement repensée pour améliorer la protection de la proue et de la poupe. Pour compenser l'augmentation de poids de ces changements, une paire de canons secondaires de 15 cm (5,9 po) et le tube lance-torpilles arrière sont retirés. "K" envisage l'adoption d'un dispositif anti-roulis pour aider à stabiliser les navires, car les cuirassés de classe Nassau récemment achevés ont initialement souffert de ce défaut, cette option est refusée par Tirpitz. En décembre 1910, la décision est prise de conserver les quatorze canons de 15 cm mais de retirer à la place deux des canons de 8,8 cm (3,5 pouces). Bien qu'initialement destiné à utiliser des moteurs diesel sur leurs arbres centraux, des retards dans l'achèvement du prototype pour le SMS Prinzregent Luitpold forcent la Marine à revenir à l'arrangement traditionnel à turbine pour le premier navire de la classe. Une combustion partielle au mazout est ensuite introduite permettant une plus grande puissance aux turbines.,
Les trois premiers navires Les SMS König, SMS Grosser Kurfürst et SMS Markgraf sont commandés sur le programme de 1911. Plusieurs chantiers navals, dont AG Vulcan, AG Weser et Schichau-Werke, répondent aux appels d'offres du Reichsmarineamt (Office naval impérial) avant le 19 juillet 1911 pour construire les navires. Vulcan et Weser ont reçu des contrats le 11 août sans que les commandes finalisées n'aient pas été émises. Jusqu'au 12 octobre, les discussions sur la conception des navires continue, la dernière concerne l'abandon sur décision de Tirpitz du dispositif anti rouli le 22 janvier 1912. Le contrat pour le troisième navire, en fait le premier membre de la classe König, revient au Kaiserliche Werft ( Imperial Shipyard), tandis que les chantiers Schichau reçoivent le contrat pour la construction du cuirassé SMS Derfflinger en compensation. Les donneurs d'ordre espèrent que les moteurs diesel puissent être installés à bord des SMS Grosser Kurfürst et Markgraf, mais ces derniers ne sont pas opérationnels au début des travaux sur les navires.
La construction d'un quatrième navire est autorisée dans le cadre du programme de 1912. Le commandement naval continue d'espérer que le moteur diesel soit prêt à temps pour ce navire, le système de propulsion est repensé avec des turbines plus grandes et plus puissantes que celles reçues pour ses sister-ships. Mais avant le début des travaux, il apparait clairement que l propulsion diesel ne sera pas prête, de sorte que la salle des machines centrale est reconfigurée pour accepter une troisième turbine. Le seul changement significatif est l'introduction pour le nouveau navire, qui est devenu le SMS Kronprinz, d'un mât avant tubulaire plus grand, capable de supporter au sommet le nouveau télémètre de direction de tirs. Cette modification est appliquée ensuite aux autres navires de cette classe.

## Caractéristiques générales

### Dimensions
Les navires de la classe König mesurent 174,7 m de long au niveau de la ligne de flottaison et 175,4 m de long au total. Ils ont une largeur de 29,5 m, un tirant d'eau avant de 9,19 m et un tirant d'eau arrière de 9 m. La classe Königs déplacent normalement 25 796 t et 28 600 t à pleine charge. Les coques sont construites avec des cadres en acier transversaux et longitudinaux, sur lesquels des plaques de coque extérieures sont rivetées. Les coques des navires contiennent chacune dix-huit compartiments étanches et sont équipées d'un double fond qui couvre 88% de la longueur de la coque. Un long pont de gaillard d'avant s'étend de l'étrave aux tourelles. La superstructure des navires est minime, formée d'un ensemble de tours de commandement avant et arrière. Le SMS König est construit comme un vaisseau amiral d'escadron et reçoit donc un pont plus grand pour accueillir l'état-major d'un amiral. En 1917, le SMS Markgraf reçoit également un pont agrandi similaire à celui du SMS König. Les trois premiers navires sont équipés d'une paire de mâts pour soutenir à leurs sommets les télémètres. Le SMS Kronprinz est doté d'un mât tubulaire plus lourd,.
La conduite des navires est contrôlée par une paire de gouvernails placés côte à côte. L'historien naval allemand Erich Gröner a déclaré que la marine allemande considérait les navires comme de « très bons bateaux de mer » , disposant d'un mouvement doux. Ils subissent néanmoins une légère perte de vitesse dans la houle, et quand les gouvernails sont orientés à fond, les navires peuvent perdre jusqu'à 66% de vitesse et gîtent de plus de 8 degrés. Les cuirassés ont une hauteur métacentrique transversale de 2,59 m. Les navires de la classe König, (SMS Grosser Kurfürst, SMS Markgraf et SMS Kronprinz) disposent chacun d'un équipage standard de 41 officiers et 1 095 hommes. Le SMS König, devenu le vaisseau amiral de la IIIe escadre, a un équipage supplémentaire de 14 officiers et 68 marins. Les navires transportent plusieurs bateaux plus petits, dont trois barges, deux vedettes, deux yawls et deux dériveurs.

### Propulsion
Les navires de la classe König sont équipés de trois ensembles de turbines à vapeur, chaque ensemble est composé d'une turbine haute pression et d'une turbine basse pression. Les turbines sont fabriquées par Parsons pour le SMS König et le SMS Kronprinz, par AG Vulcan pour le SMS Grosser Kurfürst et par Bergmann pour le SMS Markgraf. Chaque moteur entraîne une hélice à vis tripale de 3,8 m de diamètre. Les turbines haute et basse pression sont regroupées dans leurs propres salles des machines. La vapeur alimentant les turbines est fournie par quinze chaudières à tubes d'eau Schulz-Thornycroft, dont trois fonctionnent au mazout et les autres au charbon. Les chaudières sont réparties dans trois chaufferies. Les deux premières sont placées entre les magasins de munitions avant et central de la batterie principale, la fumée s'évacue par la cheminée avant. La troisième chaufferie est située à l'arrière du magasin central, juste devant les salles des machines, la fumée se déverse dans la petite cheminée arrière. L'énergie électrique est fournie par quatre turbogénérateurs et une paire de générateurs diesel. La puissance électrique totale est de 2 040 kW (2 740 ch) à 225 volts.
La puissance estimée délivrée par la centrale électrique est évaluée à 31 000 chevaux métriques (30 576 shp), pour une vitesse de pointe de 21 nœuds (39 km/h ou 24 mph). Lors des essais, les navires produisent entre 41 400 et 46 200 chevaux métriques (40 834–45 568 shp) . Bien la puissance produite est largement supérieure à la puissance prévue, les SMS König et SMS Markgraf n'atteignent que 21 nœuds lors des essais de vitesse, tandis que les SMS Grosser Kurfürst et SMS Kronprinz atteignent respectivement 21,2 nœuds (39,3 km/h ou 24,4 mph) et 21,3 nœuds (39,4 km/h ou 24,5 mph), respectivement. Ces tests sont effectués après le début de la Première Guerre mondiale dans les eaux plus sûres, mais moins profondes, de la mer Baltique occidentale la faible profondeur pourrait expliquer cette vitesse relativement faible. En service, fonctionnant dans des conditions normales, la classe König est plus rapides que la classe Kaiser, qui atteint en moyenne une vitesse de pointe de 22,2 nœuds (41,1 km/h ou 25,5 mph). Les quantités standards de carburant stockées s’élèvent à 850 t de charbon et 150 t de pétrole et peuvent monter au maximum à 3 000 t de charbon et 600 t de pétrole. Le rayon d'action des navires est de 8 000 milles marins (15 000 km ou 9 200 mi) à une vitesse de 12 nœuds (22 km/h ou 14 mph), ce rayon est divisé par deux pour une vitesse de croisière de 18 nœuds (33 km/h ou 21 mph).

### Armement
La classe König est armée d'une batterie principale de dix canons de 30,5 cm SK L/50 dans cinq tourelles jumelles. Deux des tourelles sont positionnées à l'avant du navire, la troisième tourelles est située entre les deux cheminées au centre du navire, les deux dernières sont disposées en position axiale à l'arrière. La disposition de la ligne médiane est une amélioration par rapport à la classe précédente Kaiser, car les dix canons peuvent tirer simultanément sur un large arc sur le flanc. Autre avantage, quatre canons peuvent tirer directement devant, contre seulement deux pour la classe Kaiser. Les canons disposent d'un stock de 90 obus par canon. Ils ont une cadence de tir d'environ trois coups par minute. Les tubes ont une durée de vie prévue de deux cents tirs à pleine puissance avant d'être remplacés.
La hausse des canons est contrôlé hydrauliquement. Les canons sont montés dans des tourelles DrL C/11 contrôlées électriquement. Chaque tourelle dispose d'une chambre de travail en dessous reliée par un ensemble de palans à munitions au magasin en dessous. Les palans récupèrent les obus et les charges propulsives des magasins et les amènent dans la chambre de travail. Un autre palan les transfèrent jusqu'au poste de tir par des portes étanches au feu. Cette disposition est adoptée pour réduire le risque d'incendie vers les magasins. Dans un effort pour réduire la possibilité d'un incendie, l'intégralité de la tourelle est construite en acier. Les canons ont une plage d'élévation de -8 à 15,5 degrés leur offrant une portée maximale de 16 200 m (53 100 pieds). Plus tard, les affuts seront modifiés pour augmenter l'élévation maximale au détriment de la hausse négative, avec une plage désormais de -5,5 à 16,5 degrés, augmentant leur portée à 20 400 m (66 900 pieds). La vitesse initiale de l'obus est de 855 m/s (2 810 pieds/s),.

### Armement secondaire
L'armement secondaire se compose de quatorze canons à tir rapide de 15 cm SK L/45, chacun monté individuellement dans des casemates sur le pont du gaillard avant, sept canons par bordée. Chaque casemate dispose son propre ensemble de chargeurs et de palans à munitions. Ces canons sont destinés à la défense contre les destroyers armés de torpilles et sont fournis avec un total de 2 240 obus. Leur cadence de tir est de 4 à 5 coups par minute. Les canons ont une plage d'élévation comprise entre −7 degrés et +20 degrés pour une portée maximale de 13 500 m (14 800 yd). Leur vitesse initiale est de 835 m/s (2 740 pieds/s),.
Les navires de la classe König transportent également six canons à tir rapide de 8,8 cm SKL/45, montés dans des casemates. Les classes précédentes de navires capitaux allemands disposaient d'un plus grand nombre de ces canons, mais quand la classe König est conçue, l'augmentation du nombre de destroyers a rendu le canon de 8,8 cm d'utilisation marginale. Les six canons sont situés de chaque côté de la tourelle avant et sont tous dirigés vers l'avant. Ces canons sont fournis avec un total de 3 200 cartouches, soit 200 obus par canon. Les canons ont une hausse maximale de 25 degrés pour une portée maximale de 10 694 m (35 085 pieds). En complément, les navires sont équipés de quatre canons antiaériens SK L/45 de 8,8 cm devaent être montés de chaque côté de la tourelle arrière. La production de ces canons a pris du retard avec le début de la guerre et a causé de problèmes de livraison. Le SMS Grosser Kurfürst reçoit son complément d'origine en 1915, tandis que le SMS König et le SMS Kronprinz reçoivent respectivement deux canons cette année-là.  Le SMS Kronprinz reçoit une nouvelle paire de canons en 1918, date à laquelle le SMS Markgraf en reçoit deux,.
Comme pour les navires capitaux de l'ère du dreadnought, les navires de classe König sont armés de cinq tubes lance-torpilles immergés de 50 cm (19,7 po) et d'une réserve de seize torpilles. Un des tubes est monté à l'avant et les quatre autres sont placés sur le flanc, deux de chaque côté du navire. Les torpilles sont du type G7 *** et transportent une ogive de 195 kg (430 lb). Elles peuvent être réglées à trois vitesses différentes : 35 nœuds (65 km/h, 40 mph) pour une autonomie de 5 000 m (5 468 yd) ou 28,5 nœuds (52,8 km/h, 32,8 mph) pour une autonomie de 10 700 m (11 702 yd) et 25,5 nœuds (47,2 km/h, 29,3 mph) pour une autonomie de 12 510 m (13 680 yd).

### Contrôle de tirs
La classe König dispose d'une paire de télémètres stéréoscopiques de 3 m (9,8 pieds) pour diriger le tir des canons principaux. Ces télémètres sont placés au sommet de la tour de commandement principale et sur la tour arrière. Les données de télémétrie sont envoyées à un poste de commandement central disposant d'un égaliseur de télémètre Bg-Mittler C/13 utilisé pour filtrer les données erronées et calculer les distances pour déterminer l'élévation correcte des canons. Ces informations sont ensuite envoyées à un système de conduite de tir (R.W. Geber C/13) pour communiquer les instructions de tir aux canons. L'officier d'artillerie utilise son propre viseur périscope, qui communique électroniquement l'information aux artilleurs dans les tourelles. Ces derniers utilisent leurs propres viseurs pour finaliser le pointage des tourelles vers la cible indiquée par l'officier d'artillerie.

### Blindage
La disposition générale du schéma de blindage de la classe König est similaire à celle de la classe Kaiser. L'acier utilisé pour la protection des navires contient du nickel du chrome et du manganèse, il est appelé armure cimentée Krupp. La ceinture de blindage principale est épaisse de 35 cm (13,8 po) dans la citadelle blindée des navires, où se trouvent les magasins de munitions et les espaces des machines de propulsion. La virure principale s’étend de 1,78 m au-dessus de la ligne de flottaison à 0,36 m sous la ligne. Une virure supérieure de 20 cm d'épaisseur recouvre le côté de la coque au-dessus de la ceinture principale. En avant de la citadelle centrale, la ceinture est amincie à 20 cm sur un tiers de la distance puis sur le bord inférieur, elle s'est réduite à 15 cm. Plus en avant, la ceinture principale est réduite à 15 cm, 12 cm sur le bord inférieur. À l'arrière de la citadelle, l'épaisseur de la ceinture diminue de la même manière, de 18 cm à 15 cm à la poupe (se rétrécissant de 15 cm à 13 cm sur le bord inférieur, respectivement).

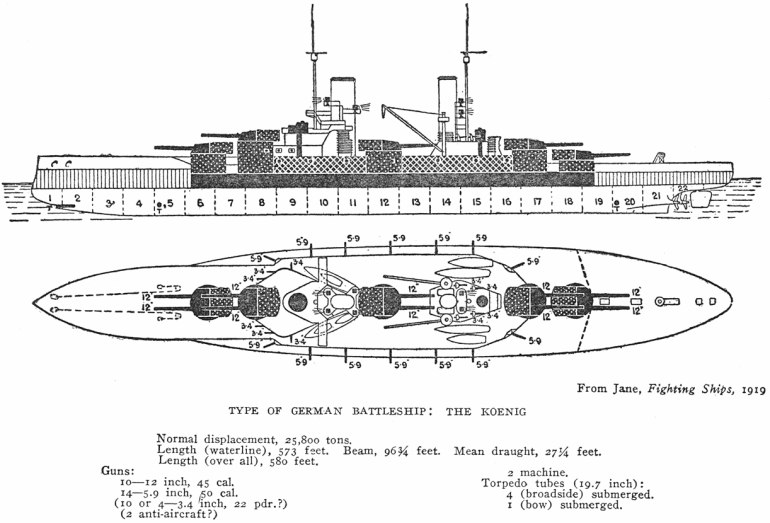
Diagrammes représentant l'élévation gauche et les vues en plan du cuirassé de classe König - crédité à Jane's Fighting Ships, 1919.

Le pont blindé principal a une épaisseur de 6 cm (2,4 po) au-dessus de la citadelle, il descend pour rejoindre le pont inférieur de la ceinture blindée pour fournir une couche supplémentaire de protection contre les fragments d'obus. La section inclinée du pont est augmentée à 10 cm (3,9 po). L'épaisseur du pont avant atteint 10 cm, tandis que l'épaisseur du blindage sur la poupe varie de 6 à 10 cm de blindage, passant à 12 cm au-dessus du poste de pilotage. Au niveau du pont supérieur, une couche d'acier de 3 cm (1,2 po) recouvre la partie centrale du navire entre les barbettes d'extrémité. Derrière la ceinture blindée, une cloison anti-torpille de 4 cm (1,6 po) court le long de la coque, plusieurs mètres derrière la ceinture principale. Cette cloison est conçue pour contenir les inondations résultant de dommages causés par des torpilles ou des mines. Les compartiments créés de part et d'autre de la cloison torpille servent à entreposer le charbon des chaudières, ce qui renforce la structure et contribue à absorber les effets de souffle ; des pompes sont situées au milieu du navire pour drainer ces compartiments en cas d'inondation.
Les tourelles de la batterie principale disposent d'un blindage de 30 cm (11,8 po) sur leurs faces avant. Il passe à 25,4 cm (10 po) sur les côtés et à 29 cm (11,4 po) à l'arrière pour les équilibrer. Les toits des tourelles sont inclinés à l'avant et mesuraient 11 cm (4,3 po), diminuant à 8 cm (3,1 po) sur la partie plate. Leurs barbettes de support ont également 30 cm d'épaisseur sur leurs côtés exposés, mais sont réduites à 22 cm (8,7 po) sur les sections où une barbette bloque le tir direct sur une autre. Derrière la ceinture supérieure, les barbettes sont réduites à 14 cm (5,5 po), et derrière la ceinture principale, elle est encore réduite à 8 cm pour gagner du poids. Au-dessus de la ceinture supérieure et entre les barbettes de la tourelle de super tir se trouve une batterie blindée pour les casemates secondaires du canon. Les côtés ont reçu 17 cm (6,7 po) de plaque de blindage sur les côtés extérieurs. L'intérieur de chaque casemate est doté d'un renfort de 2 cm (0,8 po) sur le sol et les côtés et 1,5 cm (0,6 po) à l'arrière pour encaisser tous les fragments d'obus qui ont pénétré dans la batterie et ont explosé à l'intérieur.
La tour de contrôle avant était protégée par un blindage lourd. Les côtés avaient une épaisseur de 30 cm (11,8 in) et le toit une épaisseur de 15 cm . La tour de contrôle arrière était moins bien blindée ; ses côtés ne mesuraient que 20 cm d'épaisseur et le toit était recouvert de 5 cm (2 in) de plaques de blindage ; les trois sources concordent sur la tour arrière,.

### Modifications ultérieures
Les quatre navires de la classe König n'ont reçu que des modifications relativement mineures au cours de leur courte durée de vie, toutes effectuées entre le milieu de 1916 et la fin de 1918. Les trois premiers navires ont vu leur mât avant remplacé par le même mât tubulaire présent sur le SMS Kronprinz. La bataille du Jutland a mis en évidence le danger des filets anti-torpilles et sont donc retirés. Les canons de 8,8 cm à faible amplitude de visée sont retirés et leur ouverture de tirs plaqué. Le SMS König et le SMS Grosser Kurfürst conservent chacun deux de ces canons, le SMS König remplace ses canons anti-aériens par quatre affut à angle faible en 1918. Sur le SMS Markgraf, seulement deux de ses canons à angle faible sont retirés en 1917, tandis que le SMS Kronprinz conserve les siens pour la durée de la guerre. Une nouvelle paire de télémètres de 3 m est installée dans les tourelles de batterie principales avant et arrière, puis remplacée par des télémètres de 4,75 m (15 pieds 7 pouces). Une version améliorée C/15 du système Bg-Mittler est installée Le SMS Kronprinz et le SMS Grosser Kurfürst reçoivent un système de stabilisation gyroscopique Abfeuer-Gerät C/16 pour les canons principaux, améliorant la précision du tir en tenant compte du roulis des navires et des changements dans l'élévation du canon alors que les navires se déplacent sur l'eau. Le SMS König devait également en recevoir un, mais il ne semble pas qu'il n'ait pas été installé. Sur le SMS Markgraf est installée une version améliorée du C/17.

## Les unités de la classe König
| Classe König        | Classe König                    | Classe König     | Classe König    | Classe König     | Classe König                       | Classe König |
| Nom                 | Chantier naval                  | Mise en chantier | Lancement       | Mise en service  | Fin                                | Photo        |
| ------------------- | ------------------------------- | ---------------- | --------------- | ---------------- | ---------------------------------- | ------------ |
| SMS König           | Kaiserliche Werft Wilhelmshaven | octobre 1911     | 1er mars 1913   | 10 août 1914     | sabordé le 21 juin 1919 Scapa Flow |              |
| SMS Großer Kurfürst | Arsenal Germania Kiel           | octobre 1911     | 5 mai 1913      | 30 juillet 1914  | sabordé le 21 juin 1919 Scapa Flow |              |
| SMS Markgraf        | AG Weser Brême                  | novembre 1911    | 4 juin 1913     | 1er octobre 1914 | sabordé le 21 juin 1919 Scapa Flow |              |
| SMS Kronprinz       | Arsenal Germania Kiel           | novembre 1911    | 21 février 1914 | 8 novembre 1914  | sabordé le 21 juin 1919 Scapa Flow |              |

## Histoire
Cette classe de cuirassés fit partie de la Hochseeflotte dès le début de la Première Guerre mondiale. Les quatre navires participèrent à la bataille du Jutland en mer du Nord.
À la fin de la guerre, les quatre navires furent internés, comme beaucoup d'autres unités de la Hochseeflotte à la base navale britannique de Scapa Flow. Le 21 juin 1919 ils ont été sabordés  sous les ordres du vice-amiral allemand Ludwig von Reuter pour éviter leur saisie par la Royal Navy.